# Crkva Presvetog Srca Isusova u Prozor-Rami
Crkva Presvetog Srca Isusova katolička je župna crkva u Prozoru, u Ulici kralja Tomislava.

## Povijest
U vrijeme turske uprave, a posebno dolaskom austrougarske na prostor današnje Bosne i Hercegovine, Prozor je postao administrativno središte cijele Rame. S novom vlašću u grad dolazi sve veći broj namještenika, uglavnom katolika, koji povećavaju broj domaćih vjernika, zbog čega se javlja stvarna potreba za osnivnjem nove župe.
Župa je osnovana 1906. godine. Spočetka se misa slavila na tržnici u nastrešici Vaga a župnik je privremeno bio smješten kod obitelji Brizar. Prva crkva, veličine 10x5 metara, sagrađena je od ćerpiča 1908. godine. U isto je vrijeme sagrađena i prva župna kuća, koja je uklonjena 2004. godine. Druga župna crkva sagrađena je 1936. godine. U Drugom svjetskom ratu crkva je dosta stradala i jedno vrijeme služila kao skladište partizanskim vlastima, a u kuću su se uselili partizanski stanari. Nova župna crkva završena je 1968. godine, a nova župna kuća 1991. godine. Od 1943. do 1951. godine u Prozoru nema župnika pa sve župne poslove obavljaju uglavnom franjevci sa Šćita. Prvi poratni župnik Petar Vidović stanovao je u franjevačkom samostanu na Šćitu do 1953. godine kada se vratio u župni stan u Prozor. Crkva je renovirana 2001. godine. Vitraje u crkvi uradio je akademski slikar Ante Mamuša. U povodu stote obljetnice postojanja župe, 2006. godine uređeno je crkveno dvorište.

Župa ima i područnu crkvu na Lugu gdje se redovito slavi sveta misa. U župi Prozor od 1974. godine djeluju časne sestre Družbe Služavki Malog Isusa. Župu Presvetog Srca Isusova u Prozoru vode dijecezanski svećenici. Župi pripadaju sljedeća naselja: Bare, Blace, Borovnica, Ćališi, Dobroša, Gmići, Lapsunj, Lug, Ometala, Paljike, Perići, Prozor, Šerovina, Šlimac i Tomići.
Granice župe: Od kote 728 na cesti Šćit-Prozor (sjeverno od Sopota) putem na sjever i odmah na istok i opet na sjever do kote 673 i odatle sjeverozapadno do kote 1155 na Draševu, pa na istok do puta i njime na sjverozapad do kotarske međe. Odatle kotarskom međom na sjever, jugoistok, istok i opet jugoistok do vrela Bijele vode, a odatle putem na jug od kote 926 između Blaca i Rijeke i niz kosu od Ljubunačkog potoka (kota 572) potokom na zapad i polovicom kose na Troglav sjeveroistočno od Duga i putem i dolinom na jug do Rame. Dalje uz Ramu do kote 357 pa preko Rame kosom istočno od Škrobućana i dalje putićem do kote 613 i dalje jugozapadno kosom i putem do sastavka puteva sjeveroistočno od vrela Otočac pa odatle putem na sjever preko Kadina bunara na Ramu i preko nje uz potok rubom Plandišta i Stražbenice i visom preko Gradine na kotu 728 (cesta Šćit-Prozor). 
Broj katolika u župi Prozor stalno se povećavao do početka 21. stoljeća: 1910. godine - 1.093 katolika; 1923. godine - 1328 katolika; 1931. godine - 1.766 katolika; 1937. godine - 2.038 katolika; 1959. godine - 2.575 katolika; 1973. godine - 3.250 katolika; 1991. godine - 4.350 katolika; 2001. godine - 4.125 katolika i 2005. godine 3.982 katolika.
Za vrijeme zadnjeg rata u BiH, od 1993. godine, neki župljani su odselili iz župe. U isto su vrijeme mnoge prognaničke i izbjegle obitelji iz župa Uzdol, Solakova Kula, Žitače-Podhum, Obri, Gračac i Doljani našli svoje privremeno utočište u župi Prozor.

## Popis župnika
Od 1906. do danas župnici su bili:
- Tadej Mihačević 1906. – 1912.
- Stjepan Marković 1912. – 1918.
- Dane Pušić 1918. – 1928.
- Ivo Kotnik 1928. – 1929.
- Ivo Subašić 1929. – 1930.
- Pero Zubak 1930. – 1931.
- Slavomir Cecek 1931., samo sedam mjeseci
- Petar Perić 1931. – 1942.
- Franjevci iz Samostana Rama-Šćit 1942. – 1951., a u kraćem vremenskom razdoblju na dužnosti bio je Serafin Tvrtković
- Petar Vidović 1951. – 1961.
- Zvonko Petrović od 22. listopada do 26. studenog 1961.
- Vlado Jurjević 1961. – 1980.
- Mijo Nikolić 1980. – 1991.
- Josip Lubar 1991. – 1995.
- Marijan Pejić 1995. – 2003.
- Franjo Ivandić 2003. – 2013.
- Stipo Knežević 2013. – 2017
- Marko Tomić 2017. – danas